# Attatha mundicolor
Attatha mundicolor är en fjärilsart som beskrevs av Walker 1865. Attatha mundicolor ingår i släktet Attatha och familjen nattflyn. Inga underarter finns listade i Catalogue of Life.